# Marcel van Dam
Marcel Parcival Arthur van Dam (ur. 30 stycznia 1938 w Utrechcie) – holenderski polityk, deputowany, w latach 1973–1977 sekretarz stanu, od 1981 do 1982 minister mieszkalnictwa i planowania przestrzennego.

## Życiorys
Podjął nieukończone studia prawnicze na Uniwersytecie w Utrechcie, kształcił się na tej uczelni również w zakresie socjologii. Zaangażował się w działalność polityczną w ramach Partii Pracy, wchodził w skład zarządu tego ugrupowania. Był pracownikiem naukowym partyjnej fundacji Wiardi Beckman Stichting, następnie zawodowo związany z nadawcą publicznym VARA. Od maja 1973 do grudnia 1977 pełnił funkcję sekretarza stanu w resorcie mieszkalnictwa i planowania przestrzennego w gabinecie Joopa den Uyla. Od września 1981 do maja 1982 kierował tym ministerstwem w drugim rządzie Driesa van Agta. W latach 1977–1981 i 1982–1986 wykonywał mandat posła do Tweede Kamer. Od 1986 do 1995 pełnił funkcję prezesa VARA.
Zajmował się również działalnością dziennikarską jako komentator i prezenter programów emitowanych przez VARA, a także jako felietonista dziennika „De Volkskrant”. W późniejszych latach opuścił Partię Pracy, w kampanii wyborczej w 2006 wsparł Partię Socjalistyczną. W 2009 opublikował książkę Niemands land. Biografie van een ideaal.

## Odznaczenia
- Order Lwa Niderlandzkiego III klasy (1978)[1]
- Order Oranje-Nassau III klasy (1982)[1]